# Sphaerophoria scripta
Espèce
Sphaerophoria scripta, le Syrphe porte-plume est une espèce européenne de diptères de la famille des syrphidés.

## Description

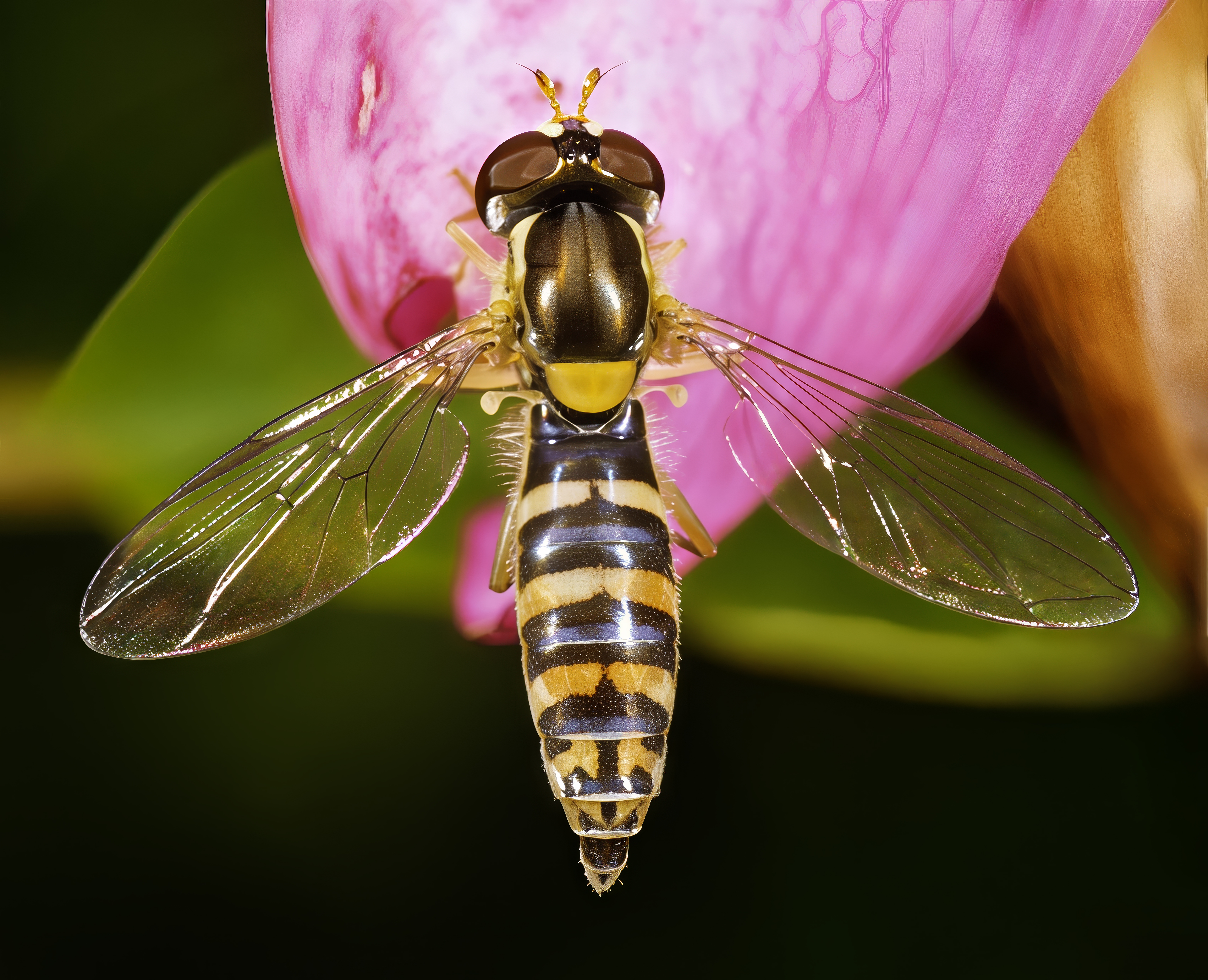
Sphaerophoria scripta femelle
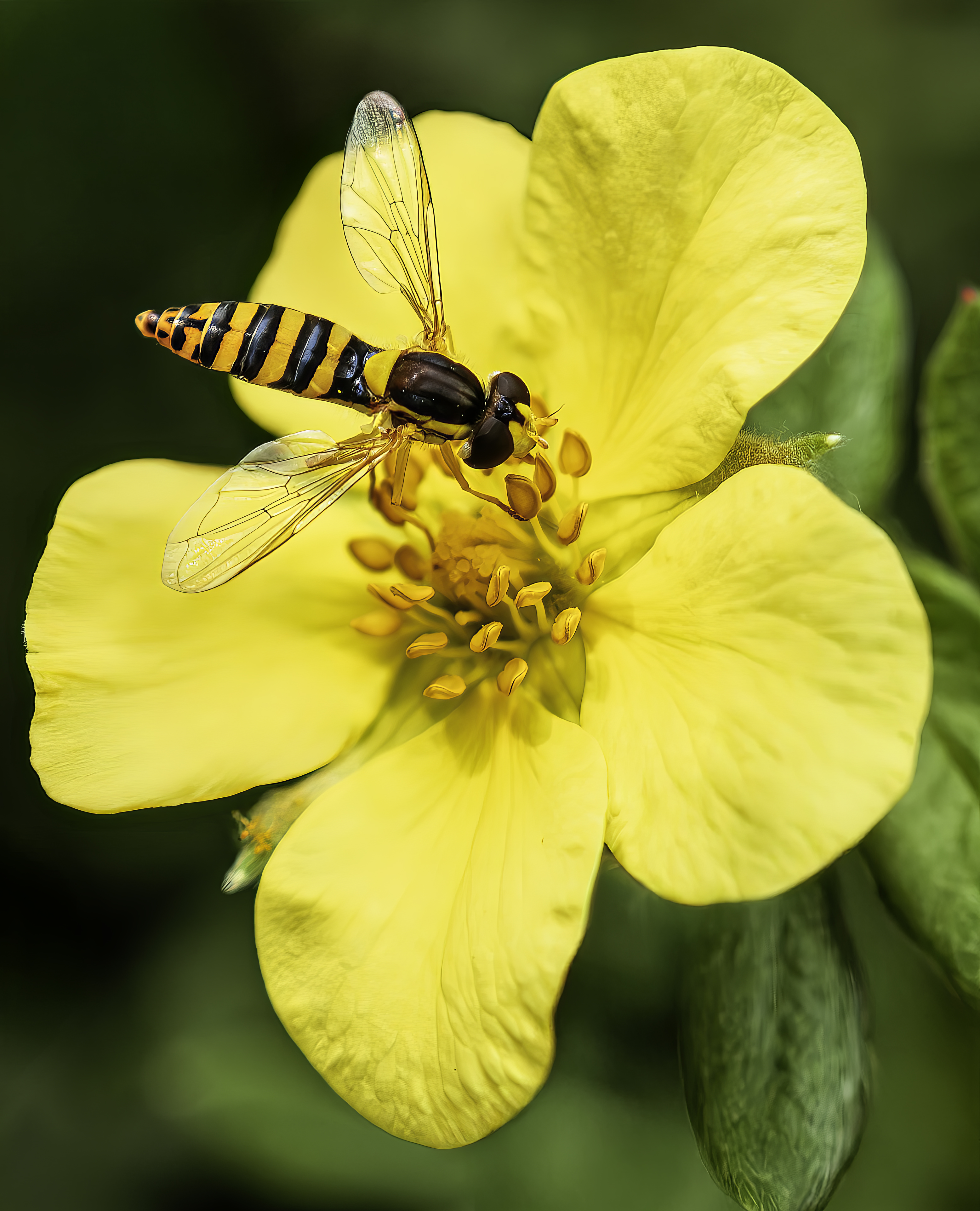
Sphaerophoria scripta femelle sur Potentille arbustive

## Biologie
Cette espèce peut réaliser un cycle de vie complet en 16 jours (de l'œuf à l'œuf pondu par un adulte) et jusqu'à 9 générations peuvent apparaitre sur un an.